# 2006年の映画
2006年の映画（2006ねんのえいが）では、2006年（平成18年）の映画分野の動向についてまとめる。
2005年の映画 - 2006年の映画 - 2007年の映画

## できごと

### 世界
- 1月1日 - 韓国、日本製劇場用アニメーションの上映を全面的に開放[1]。
- 1月24日 - ウォルト・ディズニー・カンパニーがピクサー・アニメーション・スタジオの買収計画を発表[1]。
- 1月26日 - 韓国、映画館に一定の国産映画の上映を義務づけたスクリーンクォータ制度の大幅縮小（年間上映146日を73日に半減）を発表[2][3]。
- 2月1日 - 米パラマウント、ドリームワークス (SKG)の買収を完了[4]。2日、リストラ策発表[4]。
- 2月2日 - 松下電器産業(現・パナソニック)、保有する旧MCA(ユニバーサルスタジオ関連会社)の全株式売却を発表[4]。
- 4月3日 - 米ハリウッド映画製作大手6社、米国内でインターネット配信からのダウンロードによる映画ソフトの販売を開始[4]。
- 5月27日 - 『下妻物語』（中島哲也監督）がカンヌ・ジュニア・フェスティバル(10から18歳までの観客対象の部門)でグランプリ受賞[4]。
- 7月7日 - 『パイレーツ・オブ・カリビアン/デッドマンズ・チェスト』が全米で、初日の興行収入の新記録[要出典]を打ち立てた（5583万600ドル）[5]。
- 7月28日 - 俳優のメル・ギブソンが飲酒運転で逮捕される[要出典]。ギブソンは逮捕時に反ユダヤ的な人種差別発言をしたとされる[要出典][誰によって?]。
- 8月18日 - 米ウォルト・ディズニー・カンパニー、主力の映画部門のリストラ策発表[4]。その後、WB、MGMなど米ハリウッド映画製作大手も続く[4]。
- 9月4日 - 第30回モントリオール映画祭で奥田瑛二監督『長い散歩』がグランプリを含む三冠達成[4]。
- 11月15日 - 韓国ソウルでVIPO主催「日本映画:夢と冒険」開幕[6][7]。
- 11月21日 - 第51回アジア太平洋映画祭で岡田茂東映名誉会長が特別功労賞受賞[6]。
- 12月23日 - 東宝社長・高井英幸が韓国釜山・東西大学校で講演[8]。

### 日本
- 1月
  - 東映東京撮影所の元敷地の一部に大型マンション竣工[4]。
  - 1月27日 - 角川大映撮影所大改装、リニューアル内覧会開催[4]。
  - 1月29日 - 京都宝塚劇場・スカラ座、京極東宝1・2・3閉館[1]。１月28・29日、3劇場で特別興行「さよなら上映」を500円均一で実施[1]。
  - 1月31日 - 東京・浅草東宝閉館[4][注 1]。
- 2月
  - 2月8日 - 作曲家・伊福部昭死去[4]。
  - 2月24日 - 名鉄東宝1・2閉館[4]。39年の歴史を有する中部地区ナンバーワン劇場が閉館[4]。11日より8作品上映の「さよなら名鉄東宝 ファイナルシネマ」を開催[4]。
- 3月
  - 3月4日 - 声優陣を一新、復活した映画「ドラえもん」シリーズ『映画ドラえもん のび太の恐竜2006』（渡辺歩監督）公開、大ヒット[4][9]。
  - 3月11日 - ギャガ、ヒューマックスシネマと業務提携[4]。東京渋谷・シネマGAGA!開場[10][4]。
  - 3月31日 - 住友商事、アスミック・エースエンタテインメントを子会社化[4]。
- 4月
  - 4月1日
    - 海賊版事業者の商標外しなどによる著作権侵害を防ぐため、映画館・パッケージの映像内に著作権マーク（丸囲みC）」の入れ込みを開始[4]。
    - 全興連 レイティング指定および全国の青少年の健全な育成に関する条例遵守のための自主規制指導センターを新設[4]。
    - ワンセグ（携帯電話・移動端末向け1セグメント部分受信サービス）放送開始[4]。

  - 4月4日 - ヴァージンTOHOシネマズ六本木ヒルズの劇場名を「TOHOシネマズ六本木ヒルズ」と改称[4]。ヴァージン・シネマズからTOHOシネマズブランドへの名称変更、全サイト完了[4]。
  - 4月15日 - 劇場版「名探偵コナン」シリーズ、10周年記念作『名探偵コナン 探偵たちの鎮魂歌』（山本泰一郎監督）公開、大ヒット[4][11]。
  - 4月19日 - 東京・TOHOシネマズ錦糸町オープン[12][4][注 2]。
- 5月
  - 5月6日 - 『LIMIT OF LOVE 海猿』（羽住英一郎監督）公開、大ヒット[4][13]。
  - 5月8日 - 東京楽天地、錦糸町シネマ8楽天地の5から8を閉館[4]。残りの4スクリーンを「楽天地シネマズ錦糸町」と改称[4][注 3]。
  - 5月14日 - 東京・新宿ピカデリー1-4、上野セントラル1-4の松竹直営8館が閉館[4]。
  - 5月20日 - 『ダ・ヴィンチ・コード』（ロン・ハワード監督）公開、原作本と合わせて話題を呼び、大ヒット[4]。
  - 5月30日 - 映画監督・今村昌平死去[4]。
  - 5月31日 - 相鉄ローゼンが映画興行事業（相鉄ムービル）から撤退[4]。
- 6月
  - 6月8日 - 政府の知的財産戦略本部が「知的財産推進計画2006」を決定[4]。劇場内で無断撮影された海賊版映像への対策が初めて盛り込まれる[4]。
  - 6月12日 - TOHOシネマズ13サイトにおいて初のパブリックビューイング（FIFAワールドカップドイツ大会日本代表戦同時中継興行）実施[6]。
  - 6月25日 - 第1回映画検定（キネマ旬報社ほか主催）実施[4]。
- 7月
  - 7月1日 - 「高校生友情プライス」、さらに1年間の継続を「映画館に行こう!」実行委員会が決定[4]。「夫婦50割引」は興行各社の取組として継続[4]。
  - 7月11日 - 映画『ローマの休日』（ウィリアム・ワイラー監督）の著作権保護期間事件で、東京地裁が原告・パラマウント側の申立を却下[4]。
  - 7月28日 - 北海道・夕張市の財政再建団体申請表明にともない、ゆうばり国際ファンタスティック映画祭の2007年以降の中止が決定[4]。
  - 7月29日 - 『ゲド戦記』（宮崎吾朗監督）公開、大ヒット[6][14]。
- 9月
  - 9月15日 - 東京・新宿文化劇場1-4閉館[6]。
  - 9月21日 - 大阪・東宝南街ビル竣工[6]。22日、テナント「なんばマルイ」開業[6]。
  - 9月22日 - 大阪・TOHOシネマズ なんば開場[6]。
  - 9月24日 - 大阪・千日前OSスバル座閉館[4]。
- 10月
  - 10月1日 - 日活、社名ロゴを変更[6]。
  - 10月2日 - 映団連、映連、外配協（外国映画輸入配給協会）、映画テレビ技協が東京中央区日本橋1丁目に移転[6]。
  - 10月5日 - 東京江東区・アーバンドック ららぽーと豊洲開業[6]。UC豊洲開場[6]。
  - 10月6日 - 1953年公開『シェーン』（ジョージ・スティーヴンス監督）格安DVDの著作権侵害による販売差止め訴訟（著作権保護期間満了事件）で、東京地裁が原告・パラマウント側の請求を棄却、著作権消滅と判断[6]。2007年12月18日、最高裁で、2審判決が確定[6]。
  - 10月7日 - 東京有楽町、「シャンテ・シネ20thスペシャルウィーク」開催、ゆかりの14作品上映（13日まで）[6]。
  - 10月11日 - GAGA、ヘラクレス市場の上場廃止[6]。16日、USENとの株式交換で同社の完全子会社となる[6]。
- 11月
  - 11月7日 - アニメ作画監督・村田耕一死去[6]。
- 12月
  - 12月19日 - 日本アカデミー賞協会、高品質の作品を送り出した製作プロダクションを顕彰する「岡田茂賞」制定[6]。第1回はロボットが受賞[6]。

## 日本の映画興行
- 入場料金（大人）
  - 1,800円[15] - 一般入場料金は15年間据え置かれている[16]。
  - 1,800円（統計局『小売物価統計調査（動向編） 調査結果』[17] 銘柄符号 9341「映画観覧料」）[18]
- 入場者数 1億6459万人[19]
- 興行収入 2029億3400万円[19]
- 邦画が1077億5200万円、洋画が948億200万円という興行収入を記録し、21年振りに邦画が洋画を上回った[20]。

| 配給会社 | 番組数 | 年間興行収入  | 概要                                      |
| 配給会社 | 番組数 | 前年対比      | 概要                                      |
| -------- | ------ | ------------- | ----------------------------------------- |
| 松竹     | 20     | 140億5882万円 |                                           |
| 松竹     | 20     | 102.8%        |                                           |
| 東宝     | 27     | 587億7720万円 | 東宝年間興行収入の新記録                  |
| 東宝     | 27     | 111.9%        | 東宝年間興行収入の新記録                  |
| 東映     | 15     | 133億2192万円 | 『男たちの大和/YAMATO』が大きく貢献した。 |
| 東映     | 15     | 111.1%        | 『男たちの大和/YAMATO』が大きく貢献した。 |

出典:「2006年 日本映画・外国映画 業界総決算 経営/製作/配給/興行のすべて」『キネマ旬報』2007年（平成19年）2月下旬号、キネマ旬報社、2007年、185頁。

## 各国ランキング

### 日本興行収入ランキング
| 順位 | 題名                                                | 製作国                            | 配給                 | 興行収入  |
| ---- | --------------------------------------------------- | --------------------------------- | -------------------- | --------- |
| 1    | ハリー・ポッターと炎のゴブレット                    | アメリカ合衆国の旗 · イギリスの旗 | ワーナー・ブラザース | 110.0億円 |
| 2    | パイレーツ・オブ・カリビアン/デッドマンズ・チェスト | アメリカ合衆国の旗                | ブエナ・ビスタ       | 100.2億円 |
| 3    | ダ・ヴィンチ・コード                                | アメリカ合衆国の旗                | ソニー               | 090.5億円 |
| 4    | ゲド戦記                                            | 日本の旗                          | 東宝                 | 076.5億円 |
| 5    | LIMIT OF LOVE 海猿                                  | 日本の旗                          | 東宝                 | 071.0億円 |
| 6    | ナルニア国物語/第1章:ライオンと魔女                 | アメリカ合衆国の旗                | ブエナ・ビスタ       | 068.6億円 |
| 7    | THE 有頂天ホテル                                    | 日本の旗                          | 東宝                 | 060.8億円 |
| 8    | 日本沈没                                            | 日本の旗                          | 東宝                 | 053.4億円 |
| 9    | デスノート the Last name                            | 日本の旗                          | ワーナー・ブラザース | 052.0億円 |
| 10   | M:i:III                                             | アメリカ合衆国の旗                | UIP                  | 051.5億円 |

出典:2006年興行収入10億円以上番組 (PDF)  - 日本映画製作者連盟

### 全世界興行収入ランキング
| 順位 | 題名                                                | スタジオ                       | 興行収入       |
| ---- | --------------------------------------------------- | ------------------------------ | -------------- |
| 1    | パイレーツ・オブ・カリビアン/デッドマンズ・チェスト | ウォルト・ディズニー・スタジオ | $1,066,179,725 |
| 2    | ダ・ヴィンチ・コード                                | コロンビア ピクチャーズ        | $758,239,851   |
| 3    | アイス・エイジ2                                     | 20世紀FOX                      | $651,789,550   |
| 4    | 007 カジノ・ロワイヤル                              | MGM / コロンビア映画           | $594,239,066   |
| 5    | ナイト ミュージアム                                 | 20世紀FOX                      | $574,480,052   |
| 6    | カーズ                                              | ディズニー / ピクサー          | $461,983,149   |
| 7    | X-MEN:ファイナル ディシジョン                       | 20世紀FOX                      | $459,359,555   |
| 8    | M:I:III                                             | パラマウント映画               | $397,850,012   |
| 9    | スーパーマン リターンズ                             | ワーナー・ブラザース           | $391,081,192   |
| 10   | ハッピー フィート                                   | ワーナー・ブラザース           | $384,335,608   |

出典:“2006 Worldwide Box Office Results”.  Box Office Mojo. 2015年12月27日閲覧。

### 北米興行収入ランキング
| 順位 | 題名                                                | スタジオ                       | 興行収入     |
| ---- | --------------------------------------------------- | ------------------------------ | ------------ |
| 1    | パイレーツ・オブ・カリビアン/デッドマンズ・チェスト | ウォルト・ディズニー・スタジオ | $423,315,812 |
| 2    | ナイト ミュージアム                                 | 20世紀FOX                      | $250,863,268 |
| 3    | カーズ                                              | ディズニー / ピクサー          | $244,082,982 |
| 4    | X-MEN:ファイナル ディシジョン                       | 20世紀FOX                      | $234,362,462 |
| 5    | ダ・ヴィンチ・コード                                | コロンビア ピクチャーズ        | $217,536,138 |
| 6    | スーパーマン リターンズ                             | ワーナー・ブラザース           | $200,081,192 |
| 7    | ハッピー フィート                                   | ワーナー・ブラザース           | $198,000,317 |
| 8    | アイス・エイジ2                                     | 20世紀FOX                      | $195,330,621 |
| 9    | 007 カジノ・ロワイヤル                              | MGM / コロンビア映画           | $167,445,960 |
| 10   | 幸せのちから                                        | コロンビア映画                 | $163,566,459 |

出典:“2006 Domestic Yearly Box Office Results”.  Box Office Mojo. 2016年1月5日閲覧。

### イギリス興行収入ランキング
1. 007 カジノ・ロワイヤル
2. パイレーツ・オブ・カリビアン/デッドマンズ・チェスト
3. ダ・ヴィンチ・コード
4. アイス・エイジ2
5. ボラット 栄光ナル国家カザフスタンのためのアメリカ文化学習
6. ナイト ミュージアム
7. ハッピー フィート
8. X-MEN:ファイナル ディシジョン
9. カーズ
10. スーパーマン リターンズ

出典:“2006 United Kingdom Yearly Box Office Results”.  Box Office Mojo. 2016年1月6日閲覧。

### オーストラリア興行収入ランキング
1. パイレーツ・オブ・カリビアン/デッドマンズ・チェスト
2. ハッピー フィート
3. 007 カジノ・ロワイヤル
4. ダ・ヴィンチ・コード
5. ナイト ミュージアム
6. アイス・エイジ2
7. ボラット 栄光ナル国家カザフスタンのためのアメリカ文化学習
8. カーズ
9. X-MEN:ファイナル ディシジョン
10. プラダを着た悪魔

出典:“2006 Australia Yearly Box Office Results”.  Box Office Mojo. 2016年1月6日閲覧。

## 日本公開映画
2006年の日本公開映画を参照。

## 受賞
- 第79回アカデミー賞
  - 作品賞 - 『ディパーテッド』
  - 監督賞 - マーティン・スコセッシ（『ディパーテッド』）
  - 主演男優賞 - フォレスト・ウィテカー（『ラストキング・オブ・スコットランド』）
  - 主演女優賞 - ヘレン・ミレン（『クィーン』）

- 第64回ゴールデングローブ賞
  - 作品賞 (ドラマ部門) - 『バベル』
  - 主演女優賞 (ドラマ部門) - ヘレン・ミレン（『クィーン』）
  - 主演男優賞 (ドラマ部門) - フォレスト・ウィテカー（『ラスト・キング・オブ・スコットランド』）
  - 作品賞 (ミュージカル・コメディ部門) - 『ドリームガールズ』
  - 主演女優賞 (ミュージカル・コメディ部門) - メリル・ストリープ（『プラダを着た悪魔』）
  - 主演男優賞 (ミュージカル・コメディ部門) - サシャ・バロン・コーエン（『ボラット 栄光ナル国家カザフスタンのためのアメリカ文化学習』）
  - 外国語映画賞 - 『硫黄島からの手紙』
  - 監督賞 - マーティン・スコセッシ（『ディパーテッド』）

- 第72回ニューヨーク映画批評家協会賞
  - 作品賞 - 『ユナイテッド93』

- 第59回カンヌ国際映画祭
  - パルム・ドール - 『麦の穂をゆらす風』（ケン・ローチ）
  - 審査員賞 - 『Red Road』（アンドレア・アーノルド）
  - 監督賞 - 『バベル』（アレハンドロ・ゴンサレス・イニャリトゥ ）
  - 男優賞 - 『デイズ・オブ・グローリー』（ジャメル・ドゥブーズ、サミ・ナセ、ロシュディ・ゼム、サミ・ブアジラ、ベルナール・ブランカン）
  - 女優賞 - 『ボルベール〈帰郷〉』（ペネロペ・クルス、カルメン・マウラ、ロラ・ドゥエニャス、ブランカ・ポルティロ、ヨハナ・コボ、チュ・ランプレヴ）
  - 脚本賞 - 『ボルベール〈帰郷〉』（ペドロ・アルモドバル）
  - カメラ・ドール - 『ブカレストの東、12時8分』（コルネリウ・ポルンボユ） （批評家週間より）

- 第63回ヴェネツィア国際映画祭
  - 金獅子賞 - 『長江哀歌』 - ジャ・ジャンクー
  - 銀獅子賞（監督賞）：アラン・レネ (『Private Fears in Public Places』)
  - 男優賞：ベン・アフレック - 『ハリウッドランド』
  - 女優賞：ヘレン・ミレン - 『クィーン』

- 第56回ベルリン国際映画祭
  - 金熊賞 - 『サラエボの花』（ヤスミラ・ジュバニッチ）
  - 監督賞：マイケル・ウィンターボトム、マット・ホワイトクロス (『グアンタナモ、僕達が見た真実』)
  - 男優賞：モーリッツ・ブライプトロイ (『素粒子』)
  - 女優賞：サンドラ・ヒュラー (『Requiem』)

- 第30回日本アカデミー賞
  - 最優秀作品賞 - 『フラガール』
  - 最優秀監督賞 - 李相日（『フラガール』）
  - 最優秀主演男優賞 - 渡辺謙（『明日の記憶』）
  - 最優秀主演女優賞 - 中谷美紀（『嫌われ松子の一生』）

- 第49回ブルーリボン賞
  - 作品賞 - 『フラガール』
  - 主演男優賞 - 渡辺謙（『明日の記憶』）
  - 主演女優賞 - 蒼井優（『フラガール』『ハチミツとクローバー』）
  - 監督賞 - 西川美和（『ゆれる』）

- 第80回キネマ旬報ベスト・テン
  - 外国映画第1位 - 『父親たちの星条旗』
  - 日本映画第1位 -  『フラガール』

- 第61回毎日映画コンクール
  - 日本映画大賞 -『ゆれる』

## 死去
| 日付 | 日付 | 名前                     | 国籍               | 年齢 | 職業                     |
| 1月  | 4日  | 菊地勇一                 | 日本の旗           | 71   | 俳優                     |
| 1月  | 6日  | 加藤芳郎                 | 日本の旗           | 80   | 漫画家                   |
| 1月  | 14日 | シェリー・ウィンタース   | アメリカ合衆国の旗 | 83   | 女優                     |
| 1月  | 14日 | アンリ・コルピ           | スイスの旗         | 84   | 映画監督・編集           |
| 1月  | 15日 | 舟橋和郎                 | 日本の旗           | 86   | 脚本家                   |
| 1月  | 17日 | 網野鉦一                 | 日本の旗           | 71   | 映画監督                 |
| 1月  | 24日 | クリス・ペン             | アメリカ合衆国の旗 | 40   | 俳優                     |
| 1月  | 29日 | 山田一夫                 | 日本の旗           | 86   | 撮影監督                 |
| 1月  | 31日 | モイラ・シアラー         | スコットランドの旗 | 80   | バレエダンサー・女優     |
| 2月  | 8日  | 伊福部昭                 | 日本の旗           | 91   | 作曲家                   |
| 2月  | 11日 | ピーター・ベンチリー     | アメリカ合衆国の旗 | 65   | 作家                     |
| 2月  | 13日 | アンドレアス・カツーラス | アメリカ合衆国の旗 | 59   | 俳優                     |
| 2月  | 18日 | リチャード・ブライト     | アメリカ合衆国の旗 | 68   | 俳優                     |
| 2月  | 24日 | デニス・ウィーバー       | アメリカ合衆国の旗 | 81   | 俳優                     |
| 2月  | 24日 | ドン・ノッツ             | アメリカ合衆国の旗 | 81   | 俳優                     |
| 2月  | 24日 | 佐々木守                 | 日本の旗           | 69   | 脚本家                   |
| 2月  | 25日 | ダーレン・マクギャヴィン | アメリカ合衆国の旗 | 83   | 俳優                     |
| 3月  | 1日  | ジャック・ワイルド       | イギリスの旗       | 53   | 俳優                     |
| 3月  | 2日  | 久世光彦                 | 日本の旗           | 70   | 演出家・作家             |
| 3月  | 7日  | ゴードン・パークス       | アメリカ合衆国の旗 | 93   | 写真家・映画監督         |
| 3月  | 13日 | モーリン・ステイプルトン | アメリカ合衆国の旗 | 80   | 女優                     |
| 3月  | 21日 | 宮川泰                   | 日本の旗           | 75   | 作曲家                   |
| 3月  | 24日 | リチャード・フライシャー | アメリカ合衆国の旗 | 89   | 映画監督                 |
| 3月  | 27日 | スタニスワフ・レム       | ポーランドの旗     | 84   | SF作家                   |
| 3月  | 31日 | 市川喜一                 | 日本の旗           | 82   | 映画製作者               |
| 4月  | 1日  | 松本竜助                 | 日本の旗           | 49   | タレント                 |
| 4月  | 11日 | 申相玉                   | 大韓民国の旗       | 79   | 映画監督                 |
| 4月  | 12日 | 黒木和雄                 | 日本の旗           | 75   | 映画監督                 |
| 4月  | 13日 | ミュリエル・スパーク     | スコットランドの旗 | 88   | 小説家                   |
| 4月  | 22日 | アリダ・ヴァリ           | イタリアの旗       | 85   | 女優                     |
| 4月  | 29日 | 沼田曜一                 | 日本の旗           | 81   | 俳優                     |
| 5月  | 4日  | 川崎真弘                 | 日本の旗           | 56   | ミュージシャン・作曲家   |
| 5月  | 7日  | 曽我町子                 | 日本の旗           | 68   | 女優・声優               |
| 5月  | 16日 | 田村高廣                 | 日本の旗           | 77   | 俳優                     |
| 5月  | 27日 | ポール・グリーソン       | アメリカ合衆国の旗 | 67   | 俳優                     |
| 5月  | 29日 | 岡田眞澄                 | 日本の旗           | 70   | 俳優                     |
| 5月  | 30日 | 今村昌平                 | 日本の旗           | 79   | 映画監督                 |
| 6月  | 12日 | リゲティ・ジェルジュ     | ルーマニアの旗     | 83   | 作曲家                   |
| 6月  | 17日 | 宮部昭夫                 | 日本の旗           | 75   | 俳優・声優               |
| 6月  | 19日 | 森塚敏                   | 日本の旗           | 79   | 俳優・青年座座長         |
| 6月  | 23日 | 今田智憲                 | 日本の旗           | 82   | 東映アニメーション元社長 |
| 6月  | 24日 | 川合伸旺                 | 日本の旗           | 74   | 俳優                     |
| 7月  | 2日  | 七尾伶子                 | 日本の旗           | 81   | 女優・声優               |
| 7月  | 5日  | 松村彦次郎               | 日本の旗           | 79   | 俳優・声優               |
| 7月  | 8日  | ジューン・アリソン       | アメリカ合衆国の旗 | 88   | 女優                     |
| 7月  | 11日 | バーナード・ヒューズ     | アメリカ合衆国の旗 | 89   | 俳優                     |
| 7月  | 13日 | レッド・バトンズ         | アメリカ合衆国の旗 | 87   | 俳優                     |
| 7月  | 19日 | ジャック・ウォーデン     | アメリカ合衆国の旗 | 85   | 俳優                     |
| 7月  | 20日 | ジェラール・ウーリー     | フランスの旗       | 87   | 映画監督                 |
| 7月  | 21日 | マコ岩松                 | アメリカ合衆国の旗 | 72   | 俳優                     |
| 7月  | 30日 | 森三平太                 | アメリカ合衆国の旗 | 78   | 俳優                     |
| 8月  | 4日  | 武内亨                   | アメリカ合衆国の旗 | 79   | 俳優                     |
| 8月  | 5日  | ダニエル・シュミット     | スイスの旗         | 64   | 監督                     |
| 8月  | 6日  | 鈴置洋孝                 | 日本の旗           | 56   | 声優                     |
| 8月  | 14日 | ブルーノ・カービー       | アメリカ合衆国の旗 | 57   | 俳優                     |
| 8月  | 23日 | 関敬六                   | 日本の旗           | 78   | コメディアン・俳優・声優 |
| 8月  | 25日 | 高木東六                 | 日本の旗           | 102  | 作曲家                   |
| 8月  | 25日 | ジョセフ・ステファノ     | アメリカ合衆国の旗 | 84   | 脚本家                   |
| 8月  | 30日 | グレン・フォード         | アメリカ合衆国の旗 | 90   | 俳優                     |
| 9月  | 1日  | 小林久三                 | 日本の旗           | 70   | 作家                     |
| 9月  | 7日  | 高瀬比呂志               | 日本の旗           | 50   | 映画撮影監督             |
| 9月  | 14日 | ミッキー・ハージティ     | ハンガリーの旗     | 80   | 俳優                     |
| 9月  | 14日 | 竹久千恵子               | 日本の旗           | 94   | 女優                     |
| 9月  | 17日 | 曽我部和恭               | 日本の旗           | 58   | 声優                     |
| 9月  | 20日 | スヴェン・ニクヴィスト   | スウェーデンの旗   | 83   | 撮影監督                 |
| 9月  | 22日 | エドワード・アルバート   | アメリカ合衆国の旗 | 55   | 俳優                     |
| 9月  | 23日 | マルコム・アーノルド     | イギリスの旗       | 84   | 作曲家                   |
| 9月  | 24日 | 丹波哲郎                 | 日本の旗           | 84   | 俳優                     |
| 9月  | 30日 | 多々良純                 | 日本の旗           | 89   | 俳優                     |
| 10月 | 1日  | フランク・バイヤー       | ドイツの旗         | 70   | 映画監督                 |
| 10月 | 2日  | タマラ・ドブソン         | アメリカ合衆国の旗 | 59   | 女優                     |
| 10月 | 4日  | 田中登                   | 日本の旗           | 69   | 映画監督                 |
| 10月 | 6日  | ハインツ・ジールマン     | ドイツの旗         | 89   | 映画監督                 |
| 10月 | 11日 | 松川八洲雄               | 日本の旗           | 75   | ドキュメンタリー映画監督 |
| 10月 | 12日 | ジッロ・ポンテコルヴォ   | イタリアの旗       | 86   | 映画監督                 |
| 10月 | 14日 | 小倉みね子               | 日本の旗           | 92   | 女優                     |
| 10月 | 20日 | 藤岡琢也                 | 日本の旗           | 76   | 俳優                     |
| 10月 | 20日 | ジェーン・ワイアット     | アメリカ合衆国の旗 | 92   | 女優                     |
| 10月 | 29日 | 武藤礼子                 | 日本の旗           | 71   | 声優                     |
| 11月 | 1日  | ウィリアム・スタイロン   | アメリカ合衆国の旗 | 81   | 小説家                   |
| 11月 | 2日  | レナード・シュレイダー   | アメリカ合衆国の旗 | 62   | 脚本家                   |
| 11月 | 3日  | ポール・モーリア         | フランスの旗       | 81   | 指揮者・作曲家           |
| 11月 | 7日  | 村田耕一                 | 日本の旗           | 67   | アニメーション作画監督   |
| 11月 | 8日  | ベイジル・ポールドゥリス | アメリカ合衆国の旗 | 61   | 作曲家                   |
| 11月 | 10日 | ジャック・パランス       | アメリカ合衆国の旗 | 87   | 俳優                     |
| 11月 | 16日 | 仲谷昇                   | 日本の旗           | 77   | 俳優                     |
| 11月 | 20日 | ロバート・アルトマン     | アメリカ合衆国の旗 | 81   | 映画監督                 |
| 11月 | 23日 | フィリップ・ノワレ       | フランスの旗       | 76   | 俳優                     |
| 11月 | 23日 | ベティ・コムデン         | アメリカ合衆国の旗 | 89   | ミュージカル作家         |
| 11月 | 27日 | 宮内國郎                 | 日本の旗           | 74   | 作曲家                   |
| 11月 | 28日 | 小田切みき               | 日本の旗           | 76   | 女優                     |
| 11月 | 29日 | 実相寺昭雄               | 日本の旗           | 69   | 映画監督                 |
| 12月 | 1日  | クロード・ジャド         | フランスの旗       | 58   | 女優                     |
| 12月 | 3日  | 大森健次郎               | 中華人民共和国の旗 | 73   | 映画監督                 |
| 12月 | 11日 | 三木宮彦                 | 日本の旗           | 73   | 映画評論家               |
| 12月 | 12日 | ピーター・ボイル         | アメリカ合衆国の旗 | 71   | 俳優                     |
| 12月 | 13日 | 永山武臣                 | 日本の旗           | 81   | 松竹代表取締役会長       |
| 12月 | 17日 | 岸田今日子               | 日本の旗           | 76   | 女優                     |
| 12月 | 18日 | ジョセフ・バーベラ       | アメリカ合衆国の旗 | 95   | アニメーター             |
| 12月 | 20日 | 青島幸男                 | 日本の旗           | 74   | 作家・元東京都都知事     |

主な出典:「2006年 映画界物故人」『キネマ旬報』2007年（平成19年）2月下旬号、キネマ旬報社、2007年、236 - 237頁。